# Liste des monuments historiques d'Agen
Ce tableau présente la liste de tous les monuments historiques classés ou inscrits dans la ville d'Agen, Lot-et-Garonne, en France.
Le pont-canal d'Agen se trouve également en partie sur la commune du Passage.

## Liste
| Monument                                                    | Adresse | Coordonnées                      | Notice         | Protection     | Date           | Illustration                                               |
| ----------------------------------------------------------- | --- | -------------------------------- | -------------- | -------------- | -------------- | ---------------------------------------------------------- |
| Amphithéâtre                                                | Rue André-Mazeau Rue de l'Abreuvoir Rue Jules-Cels Rue Émile-Sentini Rue des Remparts-Sainte-Foy Impasse Courtine-des-Arènes Rue Cajarc | 44° 12′ 23″ nord, 0° 37′ 21″ est | « PA00084290 » | Inscrit        | 1991           | Amphithéâtre                                               |
| Cathédrale Saint-Caprais                                    | Place du Maréchal-Foch Rue Raspail | 44° 12′ 24″ nord, 0° 37′ 09″ est | « PA00084035 » | Classé         | 1862           | Cathédrale Saint-Caprais                                   |
| Chapelle du lycée Saint-Caprais Ancienne salle capitulaire  | 8 rue Raspail | 44° 12′ 26″ nord, 0° 37′ 10″ est | « PA00084037 » | Classé         | 1906           | Chapelle du lycée Saint-CapraisAncienne salle capitulaire  |
| Chapelle Notre-Dame du Bourg                                | Rue Montesquieu Rue des Droits-de-l'Homme                                                                                               | 44° 12′ 12″ nord, 0° 37′ 04″ est | « PA00084036 » | Inscrit        | 1926           | Chapelle Notre-Dame du Bourg                               |
| Croix de mission                                            | Place du Maréchal-Foch à côté du portail sud de la cathédrale                                                                           | 44° 12′ 23″ nord, 0° 37′ 09″ est | « PA00084038 » | Classé         | 1970           | Croix de mission                                           |
| Domaine de Bagatelle                                        | 88ter avenue Georges-Delpech | 44° 12′ 46″ nord, 0° 36′ 25″ est | « PA47000056 » | Inscrit        | 2002           | Image manquante Téléverser                                 |
| Église Notre-Dame des Jacobins                              | Place des Jacobins rue Richard-Cœur-de-Lion rue Alexis-Pain                                                                             | 44° 12′ 11″ nord, 0° 36′ 48″ est | « PA00084039 » | Classé         | 1904           | Église Notre-Dame des Jacobins                             |
| Église du Martrou                                           | 12 rue des Martyrs | 44° 12′ 26″ nord, 0° 37′ 13″ est | « PA00135187 » | Inscrit        | 1995           | Église du Martrou                                          |
| Église du Sacré-Cœur                                        | Avenue Jean-Jaurès rue Philippe-Lauzun rue Jegun-de-Marans                                                                              | 44° 12′ 12″ nord, 0° 37′ 39″ est | « PA47000042 » | Inscrit        | 2000           | Église du Sacré-Cœur                                       |
| Église Saint-Hilaire                                        | Boulevard Scaliger Rue Lamennais | 44° 12′ 22″ nord, 0° 36′ 49″ est | « PA00084041 » | Classé Inscrit | 1920 1947 1988 | Église Saint-Hilaire                                       |
| Église Saint-Hilaire (ancienne)                             | Rue Georges-Thomas | 44° 12′ 23″ nord, 0° 36′ 50″ est | « PA00084040 » | Inscrit        | 1950           | Église Saint-Hilaire (ancienne)                            |
| Fontaine                                                    | 4 rue Lomet | 44° 12′ 08″ nord, 0° 36′ 46″ est | « PA00084300 » | Inscrit        | 1992           | Fontaine                                                   |
| Hôtel Amblard                                               | 1 rue Floirac | 44° 12′ 21″ nord, 0° 37′ 00″ est | « PA00084048 » | Inscrit        | 1950           | Hôtel Amblard                                              |
| Hôtel d'Escouloubre                                         | 12 rue Montesquieu | 44° 12′ 06″ nord, 0° 37′ 01″ est | « PA00084043 » | Inscrit        | 1951           | Hôtel d'Escouloubre                                        |
| Hôtel d'Estrades                                            | Place du Docteur-Esquirol Rue des Juifs                                                                                                 | 44° 12′ 13″ nord, 0° 36′ 58″ est | « PA00084047 » | Classé         | 1903           | Hôtel d'Estrades                                           |
| Hôtel Monluc                                                | 4 rue des Juifs Rue Chandordy | 44° 12′ 13″ nord, 0° 36′ 59″ est | « PA00084045 » | Inscrit        | 1950           | Hôtel Monluc                                               |
| Hôtel Hutot de Latour Hôtel Saint-Martin                    | Rue Louis-Vivent Rue des Généraux-Arlabosse Cours Gambetta                                                                              | 44° 12′ 03″ nord, 0° 36′ 47″ est | « PA00084046 » | Classé Inscrit | 1954 2018      | Hôtel Hutot de LatourHôtel Saint-Martin                    |
| Hôtel de Saint-Philip                                       | 55 rue Richard-Cœur-de-Lion 38 rue Voltaire                                                                                             | 44° 12′ 13″ nord, 0° 36′ 53″ est | « PA47000064 » | Inscrit        | 2005           | Hôtel de Saint-Philip                                      |
| Hôtel de Sevin                                              | 2 rue de la Grande-Horloge 10 rue des Trois-Gonelles                                                                                    | 44° 12′ 20″ nord, 0° 36′ 51″ est | « PA47000057 » | Inscrit        | 2003           | Hôtel de Sevin                                             |
| Hôtel de Vaurs                                              | Place du Docteur-Esquirol Rue des Juifs                                                                                                 | 44° 12′ 13″ nord, 0° 36′ 58″ est | « PA00084047 » | Classé         | 1903           | Hôtel de Vaurs                                             |
| Hôtel de Vergès                                             | Place du Docteur-Esquirol Rue des Juifs                                                                                                 | 44° 12′ 13″ nord, 0° 36′ 59″ est | « PA00084044 » | Classé         | 1941           | Hôtel de Vergès                                            |
| Immeuble Escalier                                           | 11 rue Henri-Martin | 44° 12′ 07″ nord, 0° 36′ 51″ est | « PA00084049 » | Inscrit        | 1954           | Image manquante Téléverser                                 |
| Immeuble Immeuble en fond de cour                           | 78 rue Montesquieu | 44° 12′ 13″ nord, 0° 37′ 03″ est | « PA00084050 » | Inscrit        | 1965           | Image manquante Téléverser                                 |
| Maison Art Nouveau                                          | 56 boulevard du Président-Carnot | 44° 12′ 10″ nord, 0° 37′ 14″ est | « PA47000043 » | Inscrit        | 2000           | Maison Art Nouveau                                         |
| Maison Jailles                                              | 7 rue Auguste-Gué | 44° 12′ 21″ nord, 0° 36′ 48″ est | « PA47000055 » | Inscrit        | 2002           | Maison Jailles                                             |
| Maison à pans de bois                                       | 1 rue Beauville rue Richard-Cœur-de-Lion                                                                                                | 44° 12′ 12″ nord, 0° 36′ 54″ est | « PA00125246 » | Inscrit        | 1993           | Maison à pans de bois                                      |
| Maison à pans de bois                                       | 2 rue Moncorny | 44° 12′ 13″ nord, 0° 36′ 55″ est | « PA00084052 » | Inscrit        | 1950           | Maison à pans de bois                                      |
| Maison du Sénéchal                                          | Rue Puits-du-Saumon | 44° 12′ 20″ nord, 0° 37′ 01″ est | « PA00084051 » | Classé         | 1913           | Maison du Sénéchal                                         |
| Manufacture royale de toiles à voiles Gendarmerie nationale | 15 rue Valence | 44° 11′ 48″ nord, 0° 36′ 49″ est | « PA00084053 » | Inscrit        | 1981           | Manufacture royale de toiles à voilesGendarmerie nationale |
| Monument aux morts (1914-1918)                              | place Armand-Fallières | 44° 12′ 00″ nord, 0° 36′ 58″ est | « PA47000088 » | Inscrit        | 2014           | Monument aux morts (1914-1918)                             |
| Palais épiscopal Préfecture                                 | Place Armand-Fallières | 44° 11′ 58″ nord, 0° 36′ 57″ est | « PA00084042 » | Inscrit        | 1947           | Palais épiscopalPréfecture                                 |
| Palais de justice                                           | Place Armand-Fallières | 44° 11′ 58″ nord, 0° 37′ 00″ est | « PA00084054 » | Inscrit        | 1979           | Palais de justice                                          |
| Pont-canal                                                  | | 44° 12′ 29″ nord, 0° 36′ 24″ est | « PA47000059 » | Inscrit        | 2003 2012      | Pont-canal                                                 |
| Théâtre Ducourneau                                          | Place du Docteur-Esquirol | 44° 12′ 13″ nord, 0° 36′ 55″ est | « PA00084055 » | Inscrit        | 1986           | Théâtre Ducourneau                                         |
| Tour du Chapelet                                            | 3 rue François-Arago 54 rue des Augustins                                                                                               | 44° 12′ 23″ nord, 0° 37′ 06″ est | « PA00084056 » | Inscrit        | 1950           | Tour du Chapelet                                           |